# یوشیمیتسو
یوشیمیتسو (به انگلیسی: Yoshimitsu) عنوان سه شخصیت ساختگی در مجموعه بازی‌های مبارزه‌ای تکن و سول‌کالیبر از شرکت نامکو است. او به غیر نسخه رولوشن، در تمام نسخه‌های بازی به عنوان یکی از شخصیت‌های اصلی حضور داشته است. یوشیمیتسو همچنین در تمامی قسمت‌های مجموعه سول‌کالیبور از اولین نسخه آن در سال ۱۹۹۸، به جز نسخهٔ سول‌کالیبر ۵ در سال ۲۰۱۲ حضور داشت، که در عوض سومین نسخه از این شخصیت که به‌طور غیررسمی با نام یوشیمیتسو ۲ شناخته می‌شود، در آن حضور داشت. او با داشتن شمشیر و ظاهری منحصربه‌فرد از شخصیت‌های بسیار خاص تکن محسوب می‌شود.
یوشیمیتسو، در کنار کونیمیتسو، یکی از دوشخصیتی است که در حالت پیش فرض، اجازه حمل سلاح در تکن را داشتند؛ هر چند شمشیر او در نسخه‌های بعدی تکن مدام از جزئیات بیشتری برخوردار می‌شود. یکی از محبوب‌ترین طراحی‌های یوشیمیتسو در تکن ۳ بوده است.

## زندگی‌نامه

### تکن ۱
یوشیمیتسو، رهبر قبیله مانجی است که آن قبیله، از ثروتمندان سرقت می‌کنند و آن‌ها را به فقیران می‌دهند. یوشیمیتسو وارد تکن ۱ شد به منظور دستبرد از گانریو که این کار را کرد و از گانریو سرقت کرد و آن را بین فقرا تقسیم کرد. یوشیمیتسو همراه با قبیله مانجی بر اسب سوار هستند.

### تکن ۲
دانشمندی به نام دکتر بوسکونوویچ که زمانی یوشیمیتسو را نجات داده است، توسط کازویا میشیما ربوده شد. یوشیمیتسو برای نجات دادن او، اصلاً توقف نمی‌کند. یوشیمیتسو برای نجات دادن دکتر بوسکونوویچ، وارد تکن ۲ می‌شود.
دکتر بوسکونوویچ که ربات انسان نما، آلیسا بسکونوویچ را به وجود آورده است، توسط هلی کوپتر ربوده شده است. یوشیمیتسو بر روی هلی کوپتر می‌پرد و از طریق سپر باد، به کابین خلبان وارد شده. یوشیمیتسو به همراه دکتر بوسکونوویچ به بیرون از هلی کوپتر می‌پرند و از زمین، هوا را می‌بینند که هلی کوپتر بدون موتوری که دکتر بوسکونوویچ را ربوده بود، منفجر شد.

### تکن ۳
دکتر بوسکونوویچ، یک وسیله به نام ماشین خواب سرد اختراع کرده است که برای زندگی ابدی اختراع شده است. فناوری ماشین خواب سرد، هنوز اثبات نشده بود و برای حفظ دختر جوان دکتر بوسکونوویچ، که به‌طور ناگهانی درگذشت، مورد استفاده قرار گرفت. یوشیمیتسو هم همچنان پول جمع‌آوری می‌کرد و به عنوان رهبر قبیله مانجی، به فقیران کمک می‌کرد. او، از یک موجود مرموز پاتولوژی، رنج می‌برد و شگفت زده شد. دکتر بوسکونوویچ ادعا می‌کند که برای تکمیل ماشین خواب سرد، نیاز به خون اوگر دارد. به همین دلیل او وارد تکن ۳ می‌شوند.
یوشیمیتسو به اوگر حمله می‌کند و مقداری از خون او را، برای آزمایش روی موش آزمایشگاهی می‌گیرد. در قفس طول می‌کشد که دکتر بوسکونوویچ، یک جرعه خون به بدن موش آزمایشگاهی برساند؛ او این کار را می‌کند و به همراه یوشیمیتسو، منتظر می‌ماند که ببیند چه اتفاق برای موش آزمایشگاهی می‌افتد. لحظاتی بعد چشم موش شروع به درخشش می‌کند و دکتر بوسکونوویچ، بالاخره ماشین خواب سرد را تکمیل می‌کند.

### تکن ۴
یوشیمیتسو به عنوان رهبر قبیله و حزب مانجی، خود را مسئول فراهم کردن غذا، کمک‌های پزشکی و سرپناه به تعداد روزافزون پناهندگان سیاسی در سراسر جهان می‌داند. با کمبود بودجه و نیروی انسانی لازم، یوشیمیتسو تصمیم می‌گیرد بین قبیله مانجی و شرکت میشیما زایباتسو، اتحاد برقرار کند؛ به منظور این که خودش در مسابقات تکن ۴ شرکت کند و هیهاچی میشیما را شکست دهد و پول قهرمانی مسابقات را خرج بودجه و نیروی انسانی لازم کند.
وقتی کلمه پیروزی به میان آمد، اعضای قبیله مانجی دوباره به انتظار بودجه نشستند و گفتند که این بودجه در نهایت با برنده شدن یوشیمیتسو در تکن ۴ به دست خواهد آمد. یوشیمیتسو هم نمی‌توانست کاملاً به هیهاچی میشیما اعتماد کند. به دستور هیهاچی میشیما، تمام افراد میشیما مانور دادند.
یوشیمیتسو توسط هیهاچی میشیما و محافظانش، محاصره شد. هیهاچی اعلام کرد:" شما ممکن است در مسابقات تکن ۴ برنده شوید. اما من هرگز بین شرکت میشیما زایباتسو و قبیله مانجی اتحاد برقرار نمی‌کنم. افراد قبیله مانجی، چیزی به جز یک دسته از هنرمندان با وعده‌های دروغین نیستند ". یوشیمیتسو پاسخ داد:" کسانی که با شر گام بردارند، در نهایت با قضاوت مواجه خواهند شد. هیهاچی میشیما با صدای بلند می‌خندد تا این که یک دستگاه مخابرات به او خبر می‌دهد:" کسی به طاق مرکزی خزانه داری رسیده و هلیکوپتر را ربوده است؛ او مانند یوشیمیتسو بود. در همین میان، یوشیمیتسو به فرار از طریق پشت بام ساختمان اقدام کرده و فرار می‌کند. پس از این اتفاقات، هیهاچی میشیما فریاد می‌زند:" لعنت بر شما!"

### تکن ۵
یوشیمیتسو دارد حرکت ویژه ای برای مبارزه با خشم برایان فیوری تمرین می‌کند. این حرکت او تقلید از طعنه زدن برایان فیوری است که یوشیمیتسو زانوی خود را بلند می‌کند و مشت خود را تکان می‌دهد؛ اما به جای خندیدن، بوی بد دهان خود را به برایان فیوری تحمیل می‌کند.
یوشیمیتسو رئیس حزب و قبیله مانجی و نینجا مفید است. او در طول مسابقات تکن ۴، برایان فیوری را زخمی می‌کند و او را به آزمایشگاه دکتر بوسکونوویچ می‌برد. هنگامی که یوشیمیتسو به آزمایشگاه دکتر بوسکونوویچ وارد می‌شود، متوجه می‌شود که تمام پزشکان و همکاران او مرده است. به همین دلیل و مرگ پزشکان و همکاران یوشیمیتسو در آزمایشگاه دکتر بوسکونوویچ، یوشیمیتسو وارد تکن ۵ می‌شود.

### تکن ۶
یوشیمیتسو در تکن ۶، تحت شدیدترین تغییر در سبک بازی خود می‌شود. در این نسخه تکن، یوشیمیتسو شمشیر خود را از دست می‌دهد و افراد قبیله مانجی او را وادار می‌کنند که با سبک کن‌جوتسو بجنگد که شامل دو شمشیر دوگانه و مبارزه با مشت خالص است.
در حالی که افراد قبیله مانجی به دنبال انتقام خود هستند، یوشیمیتسو متوجه می‌شود که شمشیر او یک تیغه نفرین شده است. یوشیمیتسو متوجه می‌شود که دیگر نمی‌تواند از این شمشیر خود استفاده کند و تصمیم به استفاده از یک تیغه دیگر به نام فوماکن (Fumaken) می‌گیرد. سپس او تصمیم می‌گیرد وارد تکن ۶ شود.
شمشیر جدید یوشیمیتسو یعنی فوماکن، «توانایی کنترل نفرین تیغه یوشیمیتسو» هم نامیده می‌شود. در کمپین بین‌المللی حقوق بشر تکن ۶، یوشیمیتسو رئیس جزیره در کیگان (Kigan) است.

### تکن تگ تورنومنت
یوشیمیتسو در تکن تگ تورنومنت که در سال ۲۰۰۰ ساخته شد، همراه بسیاری از کاراکترهای دیگر تکن از جمله کونیمیتسو، حضور دارد.

### تکن تگ تورنومنت ۲
یوشیمیتسو، در تکن تگ تورنومنت ۲، به همراه ۴۹ شخصیت جدید و قدیمی تکن، از جمله کونیمیتسو، جون کازاما، اوگر، فورست لا، پروتوتایپ جک، میشل چانگ و الکس حضور دارد.

### تکن ادونس
یوشیمیتسو در تکن ادونس که در سال ۲۰۰۱ ساخته شد نیز حضور دارد.

### سول کالیبر
در تبادل نظر پرنیان، خداوند ODA Nobunaga، رهبر قبیله مانجی، یعنی یوشیمیتسو را به قلعه خود دعوت می‌کند. او که بسیار پیر است، یوشیمیتسو را به عنوان قویترین جنگجو، به جای خود فرستاد. همان‌طور که انتظار می‌رود، پروردگار از قبیله مانجی درخواست کمک می‌کند. با این حال، پروردگار ترجیح می‌دهد در قلعه پنهان بماند؛ بنابراین یوشیمیتسو، چند روز در قلعه می‌ماند و سپس قلعه را ترک می‌کند. وقتی یوشیمیتسو بازگشت، متوجه شد که قبیله‌اش قتل‌عام شده است. به نظر می‌رسد که خداوند یک ارتش را آماده کرده بود تا اگر یوشیمیتسو از کمک کردن به او خودداری کند، به قبیله مانجی حمله کند؛ برای همین خداوند اصرار داشت که یوشیمیتسو به او کمک کند. بعد از این که یوشیمیتسو فقط برای چند روز در قلعه ماند، ابتدا قبیله یوشیمیتسو را قتل‌عام کرد و سپس در یک حمله وحشیانه، به یوشیمیتسو حمله کرد. یوشیمیتسو موفق شد که از یک رودخانه زیرزمینی فرار کند؛ رودخانه زیرزمینی که فقط افراد قبیله مانجی از آن مطلع بودند.
در حالی که در رودخانه زیرزمینی شناور بود، به یاد سلاحی افتاد که می‌تواند با او هر کسی را نابود کند. او تصمیم گرفت که آن سلاح را پیدا کند و انتقام خود و قبیله‌اش را بگیرد. او در غرب در جستجوی «سلاح نهایی» بود. طرح او انتقام در برابر خداوند Nobunaga بود. او در سفر از سراسر جاهای وحشتناک عبور کرد. او از خداوند Nobunaga، حس نفرت و کینه داشت و قصد داشت انتقام خود و قبیله‌اش را از او بگیرد.

### سول کالیبر ۲
هنگامی که یوشیمیتسو به قلعه رسید، قلعه عاری از هرگونه نشانه‌ای از زندگی بود. سپس قلعه را ترک کرد و شرارت کاتانا را احساس کرد. پس او در یک سفر، به سرکوب انرژی منفی در شمشیر خود پرداخت. متأسفانه کاتانا توسط وولدو (Voldo)، ربوده شده بود. به نظر می‌رسد که یوشیمیتسو دوباره اقدام به کمک فقیران کرده است. او یکبار دیگر با هدف سرقت اموال ثروتمندان و تحویل آن‌ها به فقیران، نقشه کشید. یوشیمیتسو به گودال پول نفوذ کرد. همچنین او متوجه شد که روح تراوین، سرچشمهٔ انرژی شیطانی شمشیر خود است. اگر چیز دیگری در جهان همانند همان شمشیر باشد، در دنیا مجاز نیست که وجود داشته باشد.